# Isophya speciosa
Isophya speciosa је инсект из рода Isophya.

## Распрострањење
Појављује се на Балканском полуострву, од јужне Румуније, Србије, Косова, Босне и Херцеговине, Македоније , Бугарске, сјевероисточне Грчке (Тхраки) до  европске Турске. Може се евентуално појавити и на сјеверозападној Анатолији. Ово је најраспрострањенија врста Исофије на Балкану, пронађена од нивоа мора до 2500 м надморске висине у Пирин Мтс (Бугарска). Његов степен појаве (ЕОО) у Европи је ц. 560.000 км², ау ЕУ 28 је ц. 530.000 км².
Врсте су честе и често се проналазе, али број индивидуа се временом мења.

## Станиште
Ова врста се јавља у разним типовима станишта, од сувих топлих шума до пољопривредних површина и субалпских ливада. Због свог широког спектра надморске висине,фенологија неких субпопулација може се у великој мери померити; на највишим местима појављују се нимфе када одрасли нестају у нижинским пределима. Нимфе се јављају од фебруара-марта до јуна-јула и одрасли од краја маја-аугуста до јула-септембра.

## Заштита врсте
За ову врсту није успостављена посебна заштитна акција, иако су значајни делови његове дистрибуције смештени на Натура 2000 локалитетима или другим заштићеним подручјима. Потребно је више информација о његовој дистрибуцији, величини популације и тренду, као и претњама.